# Araukanertaube
Die Araukanertaube (Patagioenas araucana), auch Araucanertaube geschrieben und gelegentlich auch als Chiletaube bezeichnet, ist eine Art innerhalb der Gattung der Amerikanischen Feldtauben. Es ist eine große, kräftig gebaute Taube, die in Südamerika vorkommt und dort ein Teilzieher ist. Es werden keine Unterarten unterschieden.
Die Bestandssituation der Araukanertaube wurde 2016 in der Roten Liste gefährdeter Arten der IUCN als „Least Concern (LC)“ = „nicht gefährdet“ eingestuft.
In der Mitte des 20. Jahrhunderts erlagen zahlreiche Individuen dieser Taubenart der Newcastle-Krankheit. Seitdem haben sich die Bestände wieder erholt und sie ist gebietsweise häufig.

## Merkmale

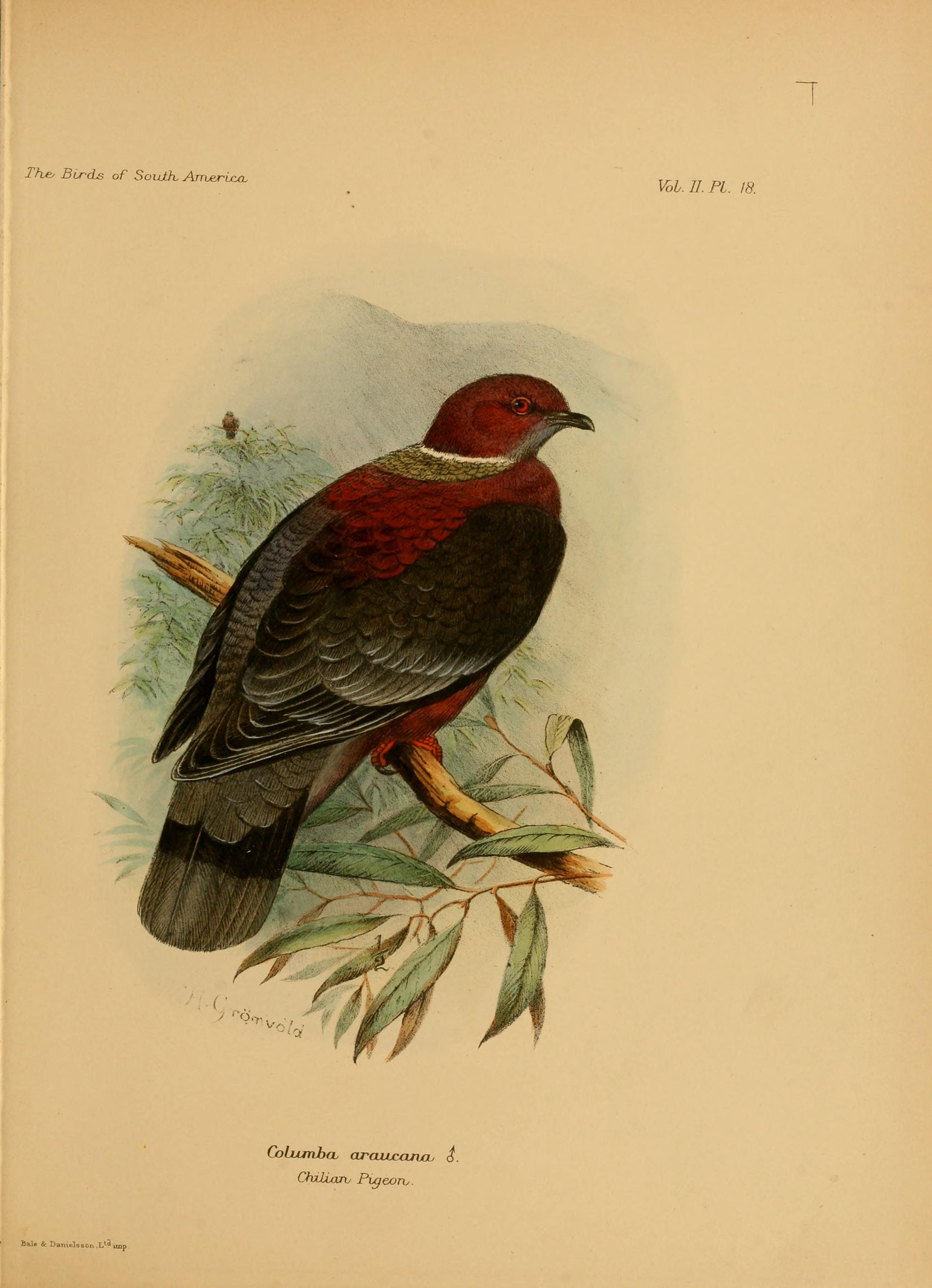
Araukanertaube, Illustration

Araukanertauben erreichen eine Körperlänge von 34 bis 35 Zentimeter, was in etwa der Größe einer Stadttaube entspricht. Ein Geschlechtsdimorphismus ist kaum vorhanden.
Die Männchen sind an Stirn, Scheitel  und Nacken dunkel weinrot. Am hinteren Hals haben sie ein schmales weißes Band als obere Begrenzung der irisierend bronze-grün schimmernden Federn am Nacken. Der Mantel ist dunkel weinrot und geht auf den Flügeldecken in ein rötliches Kastanienbraun über. Die Federn der großen Flügeldecken sind blassgrau gesäumt. Die Schwingen sind schwarzgrau, die äußeren Handschwingen sind dünn weißlich gesäumt. Rücken und Bürzel sind blaugrau, die Oberschwanzdecken sind blass aschgrau. Die Schwanzfedern sind blaugrau und sind am Ende schwarz und hellgrau quergebändert. Kinn und Kehle sind blass weinrot und gehen in ein kräftigeres Weinrot an Brust und Bauch über. Die Flanken und die Unterschwanzdecken sind blaugrau. Die Iris ist orange mit einem schmalen rosa- oder gelben äußeren Ring. Der Orbitalring ist violett. Der Schnabel ist schwarz und die Beine und Füße sind leuchtend korallenrot.
Weibchen sind ähnlich gefärbt wie die Männchen, jedoch insgesamt etwas matter gefärbt und bräunlicher. Jungvögel gleichen den Weibchen, ihr Gefieder hat jedoch noch einen graubrauneren Ton.
Im Verbreitungsgebiet der Araukanertaube gibt es keine andere Art, mit der sie verwechselt werden kann. Die Stimme der Araukanertaube ist ein weiches gu-guuu, das gelegentlich von gurrenden rrraarp-Rufen unterbrochen wird.

## Verbreitung und Lebensraum

Verbreitungsgebiet der Araukanertaube (grün)

Das Verbreitungsgebiet der Araukanertaube ist der Westen Südamerikas. Ihr Verbreitungsgebiet begrenzt sich auf Chile und Argentinien, die nördliche Verbreitungsgrenze stellt der 37° S dar, in Argentinien ist sie im Westen der Provinz Neuquén, der Provinz Río Negro und der Provinz Chubut anzutreffen. Im Winterhalbjahr wandern Araukanertauben, die im äußersten Süden des Verbreitungsgebietes vorkommen, nach Norden.
Der Lebensraum der Araukanertaube sind trockene Wälder. Sie bevorzugen dabei solche Wälder, die einen hohen Bestand an Coihue-Südbuchen und Chilenischen Araukarien aufweisen. In diesen Wäldern nistet die Araukanertaube allerdings bevorzugt in Bambusdickichten. In den letzten Jahrzehnten ist bei dieser Art außerdem eine Anpassung an Kulturland und offenere Waldlandschaften zu beobachten.

## Lebensweise
Die Araukanertaube ist ein Teilzieher. Wanderbewegungen werden durch die saisonalen Temperaturveränderungen sowie Nahrungsangebot ausgelöst. Sie halten sich in Paaren und kleineren Trupps auf. Zu größeren Ansammlungen kommt es nur außerhalb der Brutzeit, wenn sie auf der Suche nach neuen Nahrungsgründen wandern.
Araukanertauben sind überwiegend Baumbewohner, die nur selten auf den Boden kommen. Ihre bevorzugte Nahrung sind die pinienkernähnlichen Samen der Chilenischen Aurakanie. Sie frisst daneben aber auch eine Reihe von Früchten und Beeren.
Die Brutzeit währt von Dezember bis März, gelegentlich sogar bis Mai. Die Art nistet häufig in Waldgebieten in Kolonien, wenn diese entsprechende Bambusdickichte aufweisen. Das Nest ist eine locker gebaute Plattform aus Zweigen, dass sich auf einem Baum, in einem Busch oder in einem Bambusdickicht befinden kann. Das Gelege umfasst ein einzelnes Ei. Die Brutdauer beträgt wie bei der Schuppenhalstaube 18 bis 19 Tage. Die Jungvögel sind nach vier bis fünf Wochen flügge.

## Haltung
Der erste Zoologische Garten, der die Araukanertaube importierte, war 1876 der Londoner Zoo. Die Erstzucht gelangt 1922 einem Züchter in Frankreich.

## Einzelbelege
1. ↑   Rösler: Die Wildtauben der Erde – Freileben, Haltung und Zucht. S. 103
2. 1 2 3 4 5   Gibbs, Barnes und Cox: Pigeons and Doves, S. 223.
3. ↑  
Patagioenas araucana in der Roten Liste gefährdeter Arten der IUCN 2016. Eingestellt von: BirdLife International, 2016. Abgerufen am 3. Oktober 2017.
4. ↑   Stimme der Araukanertaube auf Xeno Canto, aufgerufen am 25. September 2016
5. ↑   Rösler: Die Wildtauben der Erde – Freileben, Haltung und Zucht. S. 103